# Nicolas Chambon
Nicolas Chambon de Montaux (alias Joseph Chambon) (Brévannes, Val-de-Marne, 21 de setembre de 1748 - París, 2 de novembre de 1826) fou un metge i polític francès, alcalde de París entre desembre de 1792 i febrer de 1793.

## Biografia

### Abans de la Revolució
Treballà com a metge en cap de la Salpêtrière, primer metges dels exèrcits, inspector d'hospitals militars, membre de la Societat Reial de Medicina i autor de nombroses obres. En iniciar-se en 1789 els fets de la Revolució francesa decidí dedicar-se a la política.

### Durant la Revolució
En 1789 fou comissari per a la proclamació dels capellans constitucionals de París, administrador d'impostos i finances de la vila (1790) i membre del Club dels Jacobins. Metge de Jacques Pierre Brissot, fou elegit alcalde de París l'1 de desembre de 1792 com a successor de Jérôme Pétion de Villeneuve. Acceptà el càrrec a contracor i aviat es va veure desbordat pels esdeveniments i acusat de moderantisme. Va dimitir el 4 de febrer de 1793 a causda de les protestes provocades per la prohibició de L'Ami des lois, obra de Jean-Louis Laya. Es retirà a Blois i no se'n va sentir parlar més.

## Obres
- Des maladies de la grossesse, Paris, 1785 (GoogleBooks).
- Des maladies des femmes, Paris, 1784 (présentation en ligne).
- Traité de la fièvre maligne simple et des fièvres compliquées de malignité, Paris, 1787 (description en ligne, GoogleBooks.
- Traité de l'anthrax ou de la postule maligne, Neuchâtel et Paris, Belin, 1781 (présentation sur Europeana; GoogleBooks).
- Des maladies des filles : pour servir de suite aux Maladies des femmes, Paris, 1785.
- Moyens de rendre les hôpitaux plus utiles a la nation, Paris, 1787 (Description sur Europeana).